# KNT-127
KNT-127是一种含氮有机化合物，分子式C
24H
24N
2O
2，属于類阿片物质，可用作抗焦慮藥和镇痛药。